# 褐色双盖蕨
褐色双盖蕨（学名：Diplazium axillare）也称褐色短肠蕨，为蹄盖蕨科双盖蕨属下的一个种。